# Sakàl Times
Sakàl Times (voorheen Sakaal Times) is een Engelstalig dagblad, dat wordt uitgegeven in Pune, Maharashtra, in India. De krant kwam voor het eerst uit in mei 2008 (de eerste oplage was 100.000 exemplaren) als vervanging van The Maharashtra Herald. Het blad wordt gepubliceerd door de Sakaal Media Group, die verder onder meer de Marathi-broadsheet Sakaal uitgeeft.